# جان فان بيرز
جان فان بيرز هو كاتب وشاعر بلجيكي، ولد في 22 فبراير 1821 في أنتويرب في بلجيكا، وتوفي بنفس المكان في 14 نوفمبر 1888.